# Le Village des damnés (film, 1995)
Cet article concerne le film de John Carpenter. Pour le film de Wolf Rilla, voir Le Village des damnés.
Pour les articles homonymes, voir Le Village des damnés.
Pour plus de détails, voir Fiche technique et Distribution.
Le Village des damnés (Village of the Damned) est un film américain réalisé par John Carpenter et sorti en 1995.
Il s'agit d'un remake du film britannique du même nom réalisé par Wolf Rilla et sorti en 1960, lui-même adapté du roman The Midwich Cuckoos de John Wyndham. Alors que l'action se situe au Royaume-Uni dans le film original et dans le roman, elle se déroule aux États-Unis dans le film de John Carpenter. Après la sortie des films, le roman originel Les Coucous de Midwich fut renommé sous le même titre que ces derniers.
Le film reçoit des critiques mitigées et est un échec au box-office.

## Synopsis
Une ombre mystérieuse survole le village de Midwich dans le comté de Marin en Californie. Cet évènement cause l'évanouissement de tous les êtres vivants dans un territoire aux contours nettement définis. Pendant six heures, Midwich est sans vie. N'arrivant pas à entrer en contact avec les habitants du village, les populations voisines s'inquiètent. Des spécialistes du surnaturel se regroupent et tentent d'élucider ce phénomène.
Quelque temps plus tard, dix habitantes de la bourgade dont une jeune femme vierge se retrouvent simultanément enceintes. Certaines sont dévastées, d'autres, enchantées. Pourtant, grâce aux discours du docteur Suzanne Verner et à l'aide financière accordée aux familles se retrouvant dans cette situation, toutes décident de garder leur progéniture. Les enfants naissent en même temps, à la même heure, et au même endroit. À première vue, ils ont l'air normaux. L'un d'eux est toutefois déclaré mort-né par le Dr Verner qui le soustrait pour l'étudier.
Les nouveaux arrivants font l'objet d'observations durant leur développement. Leurs cheveux sont blancs, anormalement soyeux et leurs ongles sont plus étroits que la normale. Ils ont des traits communs, un peu comme s'ils étaient frères et sœurs. Ils sont dépourvus de compassion, à l'exception de l'un des petits garçons. Le plus inquiétant reste leur regard hypnotisant et leurs pouvoirs télépathiques. Les morts suspectes se multiplient dans le village et les enfants sont soupçonnés même s'ils n'ont jamais de contact physique direct avec les défunts.

## Fiche technique
Sauf indication contraire, les informations mentionnées dans cette section peuvent être confirmées par la base de données cinématographiques IMDb,  présente dans la section « Liens externes ».
- Titre francophone : Le Village des damnés
- Titre original complet : John Carpenter's Village of the Damned
- Réalisation : John Carpenter
- Scénario : David Himmelstein, avec la participation non créditée de Steven Siebert et Larry Sulkis, d'après le scénario du film de 1960 Le Village des damnés écrit par Stirling Silliphant, Wolf Rilla et Ronald Kinnoch et d'après le roman Les Coucous de Midwich de John Wyndham
- Musique : John Carpenter et Dave Davies
- Photographie : Gary B. Kibbe (en)
- Cadreurs : William Boatman, Dusty Blauvelt et William Waldman
- Son : Thomas Causey
- 1er assistant réalisateur : Artist Robinson
- Directrice artistique : Christa Munro
- Montage : Edward A. Warschilka
- Décors : Rodger Maus
- Production : Sandy King (en), Michael Preger et David Chackler
- Sociétés de production : Universal Pictures, Alphaville Films
- Sociétés de distribution : Universal Pictures (États-Unis), United International Pictures (France)
- Pays de production :  États-Unis
- Format : Couleurs - 2,35:1 - DTS - 35 mm
- Genre : horreur, science-fiction, thriller
- Durée : 99 minutes
- Dates de sortie[1] :
  - États-Unis : 28 avril 1995
  - France : 16 août 1995
- Classification[2] :
  - États-Unis : R
  - France : interdit aux moins de 12 ans

## Distribution
- Christopher Reeve (VF : Daniel Schenmetzler) : Dr Alan Chaffee
- Kirstie Alley (VF : Pascale Jacquemont) : Dr Susan Verner
- Linda Kozlowski (VF : Françoise Blanchard) : Jill McGowan
- Michael Paré : Frank McGowan
- Meredith Salenger : Melanie Roberts
- Mark Hamill (VF : Antoine Tomé) : le révérend George
- Pippa Pearthree : Mme Sarah Miller
- Peter Jason : Ben Blum
- Constance Forslund : Callie Blum
- Karen Kahn : Barbara Chaffee
- Thomas Dekker : David McGowan
- Lindsey Haun (VF : Mélanie Laurent) : Mara Chaffee
- Darryl Jones : CHP
- Ed Corbett : l'adjoint du shérif
- Ross Martineau : le jeune adjoint
- Tony Haney : Dr Bush
- John Carpenter : le client en train de téléphoner dans la station service[3] (caméo, crédité comme Rip Haight)

## Production

### Genèse et développement
En 1981, Lawrence Bachmann — alors à la tête de MGM British — déclare qu'un remake du film Le Village des damnés (1960) de Wolf Rilla est en développement et déclare notamment : « Je ne pouvais pas vraiment faire le livre correctement alors. Il y a vingt ans, on ne pouvait pas parler d'avortement ; la censure ne nous a même pas permis de mentionner la fécondation. Cette fois-ci, nous le ferons comme il faut. » Universal Pictures reprend le projet et contacte John Carpenter pour le réaliser. Ce dernier y voit alors « un choix évident [et] un film assez facile à faire ». Selon le cinéaste, l'idée de faire un remake du Village des damnés vient du succès de L'Invasion des profanateurs (1978), remake de L'Invasion des profanateurs de sépultures (1956).
John Carpenter a vu le film original de Wolf Rilla quand il avait 12 ans et en avait été profondément marqué.

### Tournage
Le tournage a lieu de septembre à novembre 1994. Il se déroule au Nouveau-Mexique (Santa Fe, Las Vegas) et en Californie, notamment à Nicasio et Sierra Madre et dans le comté de Marin (Tomales, Point Reyes Station, Inverness). John Carpenter connait bien le comté de Marin car il avait une maison secondaire à Inverness et avait tourné Fog (1980) non loin de là. Les prises de vues ne sont cependant pas de tout repos car de nombreux habitants se sont opposés au tournage. Certains habitants décidaient par exemple de mettre en marche des appareils bruyants comme une tondeuse ou une tronçonneuse, ce qui gênait les prises de son, et demandaient de l'argent pour s'arrêter. Par ailleurs, John Carpenter a invité sur le plateau Wolf Rilla, réalisateur du film original.

## Musique
Albums de John Carpenter
L'Antre de la folie
(1995) Los Angeles 2013
(1996)
La musique du film est composée par John Carpenter et Dave Davies.
Liste des titres
1. March of the Children - 8:08
2. Children's Carol - 1:43
3. Angel of Death - 1:38
4. Daybreak - 1:16
5. The Fair - 1:34
6. The Children's Theme - 1:17
7. Ben's Death - 3:20
8. The Funeral - 1:55
9. Midwich Shuffle - 2:04
10. Baptism - 1:06
11. Burning Desire - 5:01
12. Welcome Home, Ben - 1:05
13. The Brick Wall - 3:21

## Accueil
Le film reçoit des critiques assez négatives. Sur l'agrégateur américain Rotten Tomatoes, il ne récolte que 31 % d'opinions favorables pour 36 critiques et une note moyenne de 4,10⁄10. Sur Metacritic, il obtient une note moyenne de 41⁄100 pour 14 critiques.
Le film n'est pas mieux accueilli par le public. Il ne récolte que 9 418 365 $ au box-office américain. En France, le film n'enregistre que 144 975 entrées.

## Autour du film
Il s'agit du dernier film de Christopher Reeve en tant que valide, avant qu'il ait un accident de cheval le laissant paralysé le 27 mai 1995,.

## Parodie
Dans le onzième épisode de la saison 10 des Simpson, les enfants de Springfield, violant un couvre-feu injustifié, se rendent à un cinéma de plein air où est diffusée une parodie du Village des damnés intitulée Le Sanguinaire.

## Distinctions
- Razzie Awards 1996 : nomination au prix du plus mauvais remake[13]
- Festival international du film de Catalogne : nomination au prix du meilleur film